# Linia kolejowa Mouchard – Bourg-en-Bresse
Linia kolejowa Mouchard – Bourg-en-Bresse – linia kolejowa we Francji. Łączy Mouchard z Bourg-en-Bresse. Linia stanowi część połączenia kolejowego Strasburg – Lyon. Jest użytkowana przez pociągi TGV, Intercités, TER oraz pociągi towarowe.
Według wykazu linii Réseau ferré de France, widnieje pod numerem 880 000.